# داينيتشيدو بوغاكو
داينيتشيدو بوغاكو ((باليابانية: 大日堂舞楽), المعنى: رقص وترفيه معبد فايروكانا) هو مجموعة سنوية من تسع رقصات طقوسية مقدسة رقصات يابانية تقليدية وموسيقى، تسمى "bugaku"، مستمدة من أداء فرقة القصر الإمبراطوري، "Dainichido"، خلال زيارتها لـ جبل مونت هاكيمانتاى ، مقاطعة كازونو، محافظة أكيتا، خلال إعادة بناء معبد الضريح المحلي "Dainichido" في بدايات القرن الثامن, وتعليمها للسكان المحليين.
تشمل الآلات الفلوت والتايكو. تغير ترتيب وعدد الرقصات مع مرور الوقت، مع ترتيب الرقصات الحالي يشمل غونغين-ماي، كوما-ماي، أوهين-ماي، توري-ماي، جودايسون-ماي، كوشو-ماي، ودنغاكو-ماي. تشمل الأقنعة تمثيلات لشيشي وفايروكانا.
تمتلك هذه الرقصات تاريخًا يمتد لـ 1300 عام (فترة نارا), وعلى الرغم من التوقف لمدة تقارب ستين عامًا في أواخر القرن الثامن عشر، إلا أن الرقصات، بعضها قد يشمل الأطفال أو الأقنعة، لا تزال تُمارس في الثاني من يناير من الشروق حتى الظهر في المعابد في جميع أنحاء المجتمعات في أوساتو، أزوكيساوا، ناغاميني، وتانيوتشي، بما في ذلك هاتشيمانتاي.
يعزو ياماجي كوزو نشوء داينيتشيدو بوغاكو إلى فترة ما بعد فترة نارا (710-794 م) ومنتصف فترة هييآن (794-1185 م)، بعد تراجع الدعم الحكومي لمجمعات المعابد الشنتوية (التي أمر بها الإمبراطور شومو (701-756 م) في الأصل) واستقرار أداء القصر والمعابد في المجتمعات المحلية، الأمر الذي حفظ أنماطًا مثل داينيتشيدو بوغاكو كفنون شعبية.